# 格莱内尔格

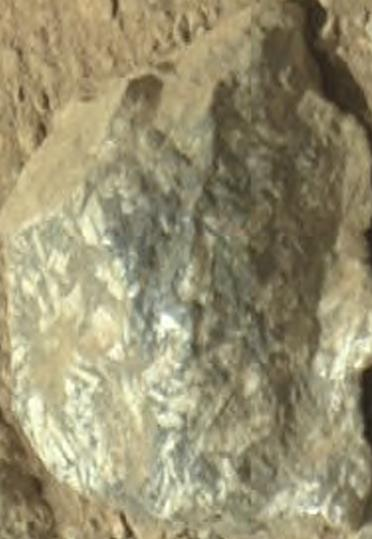
第27个火星日发现的岩石

格莱内尔格（Glenelg 或 Glenelg Intrigue）是火星盖尔撞击坑内，一处靠近火星科学实验室（“好奇号漫游车”）布雷德伯里着陆场，以三种自然交叉地形为标志的地点。

## 命名
该地点被美国宇航局科学家命名为“格莱内尔格”，主要原因有二：邻近地区的所有地貌都以与加拿大北部黄刀镇有关的名称命名，而格莱内尔格也是那里的一种地质地貌名；此外，该名称是一条回文词，从左至右和从右往左，字母都相同，对应“好奇号”漫游车计划两次（一次来，一次去）访问该位置，这也是该名称的一个引人之处。
“格莱内尔格”最初是苏格兰的一座村庄，2012年10月20日，该村庄举行了一场欢庆活动，包括与美国宇航局的实时链接，以庆祝他们与火星上的格莱内尔格“结对”。
火星车将从着陆点往东南偏南行驶400米（1300英尺）抵达格莱内尔格，格莱内尔格三种交叉地形之一为层状基岩，作为首个钻探目标很具吸引力。

## 图集

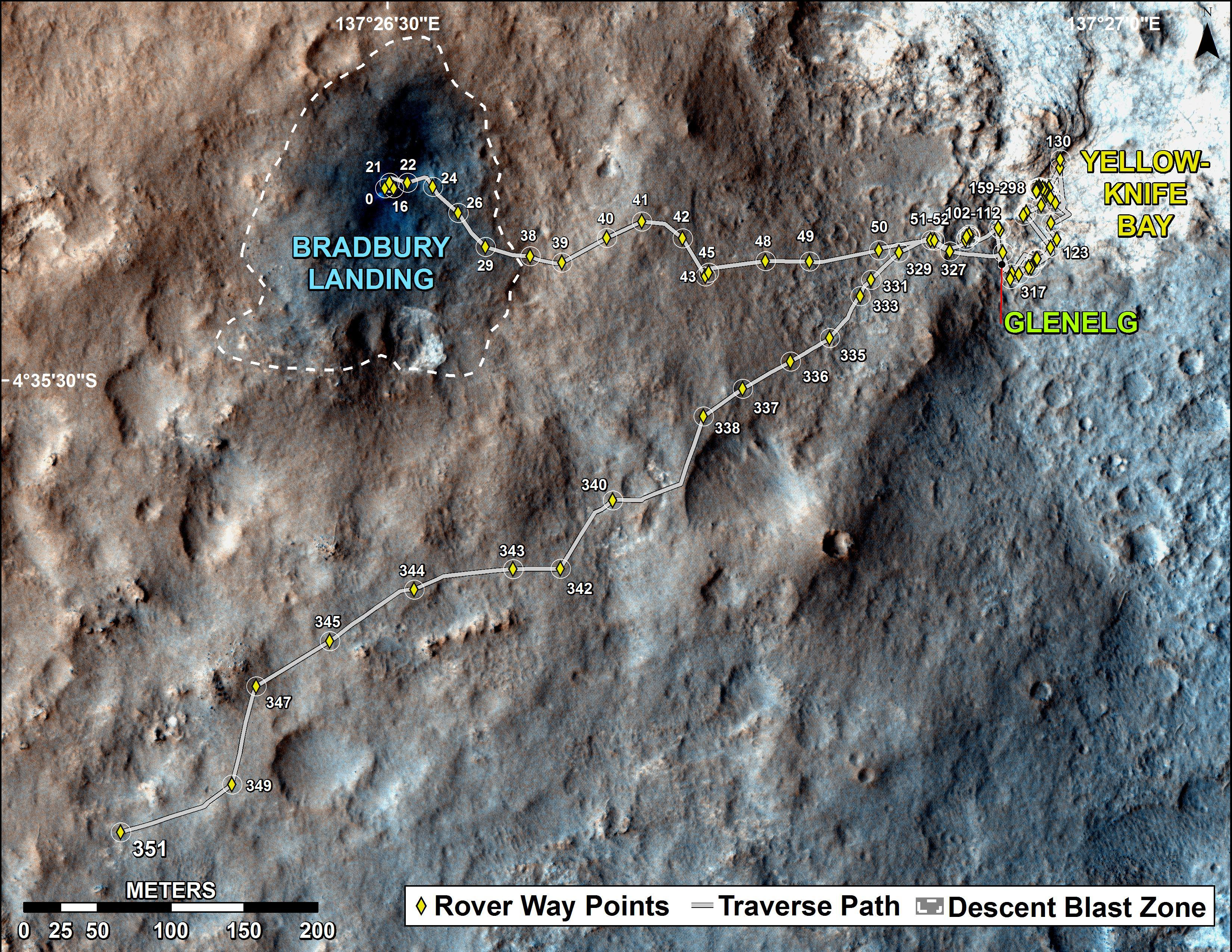
2013年8月1日，火星上“好奇号”漫游车第一年第一英里路径图 （页面存档备份，存于）(立体图 （页面存档备份，存于）)。
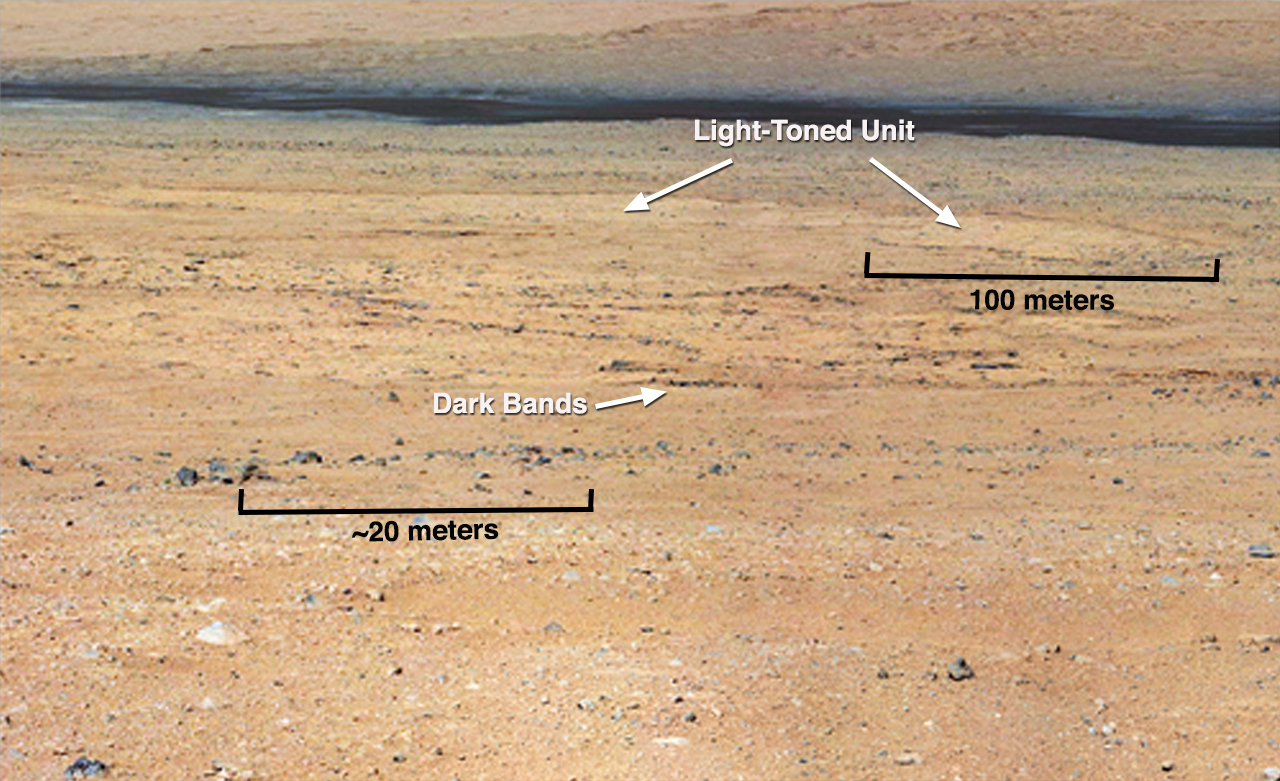
2012年9月19日，“好奇号”看到的“格莱内尔格区”—三种地形相融合。
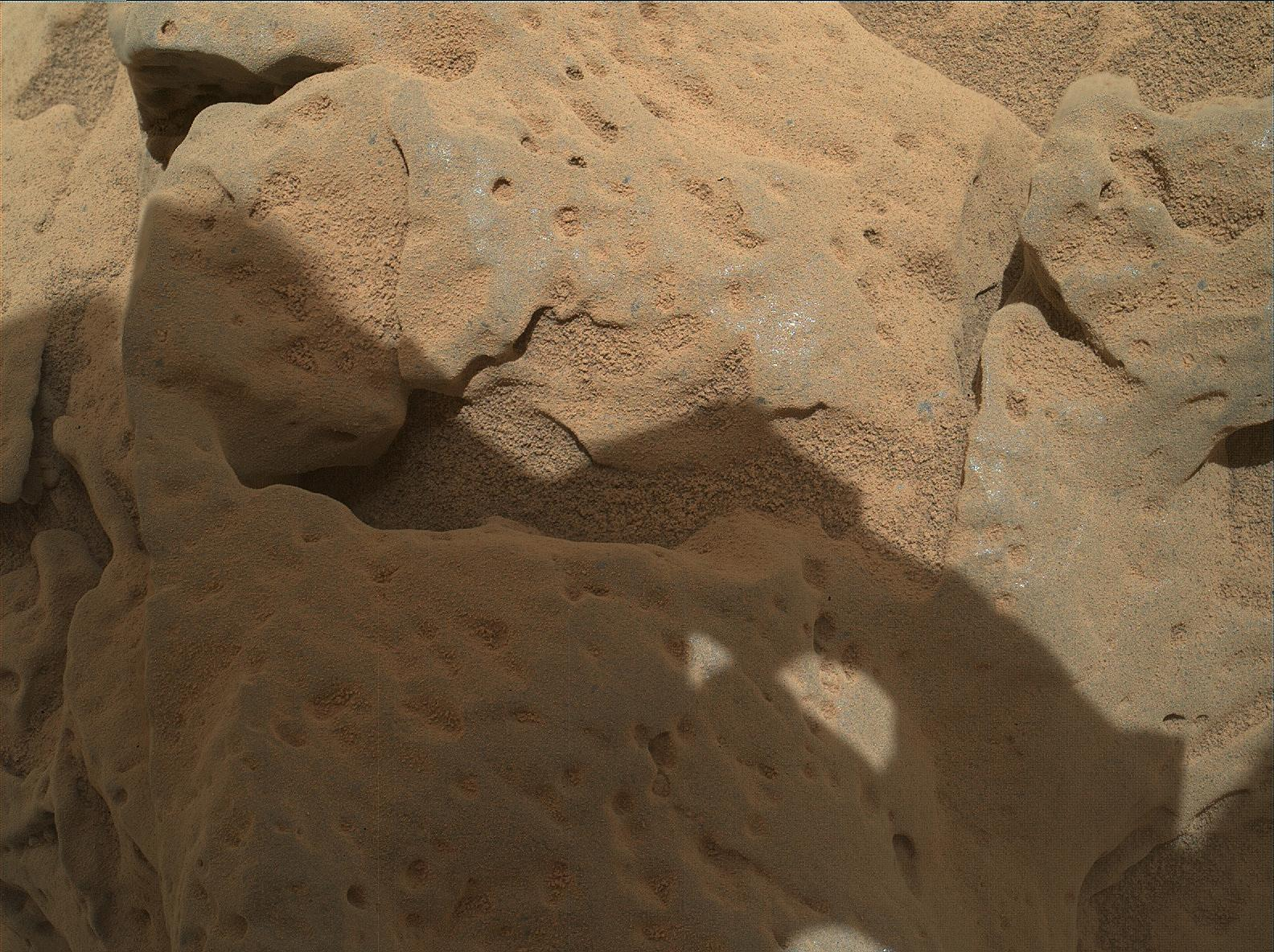
2012年10月29日，“好奇号”漫游车火星手部透镜成像仪相机观察的火星“伯沃什”岩石。
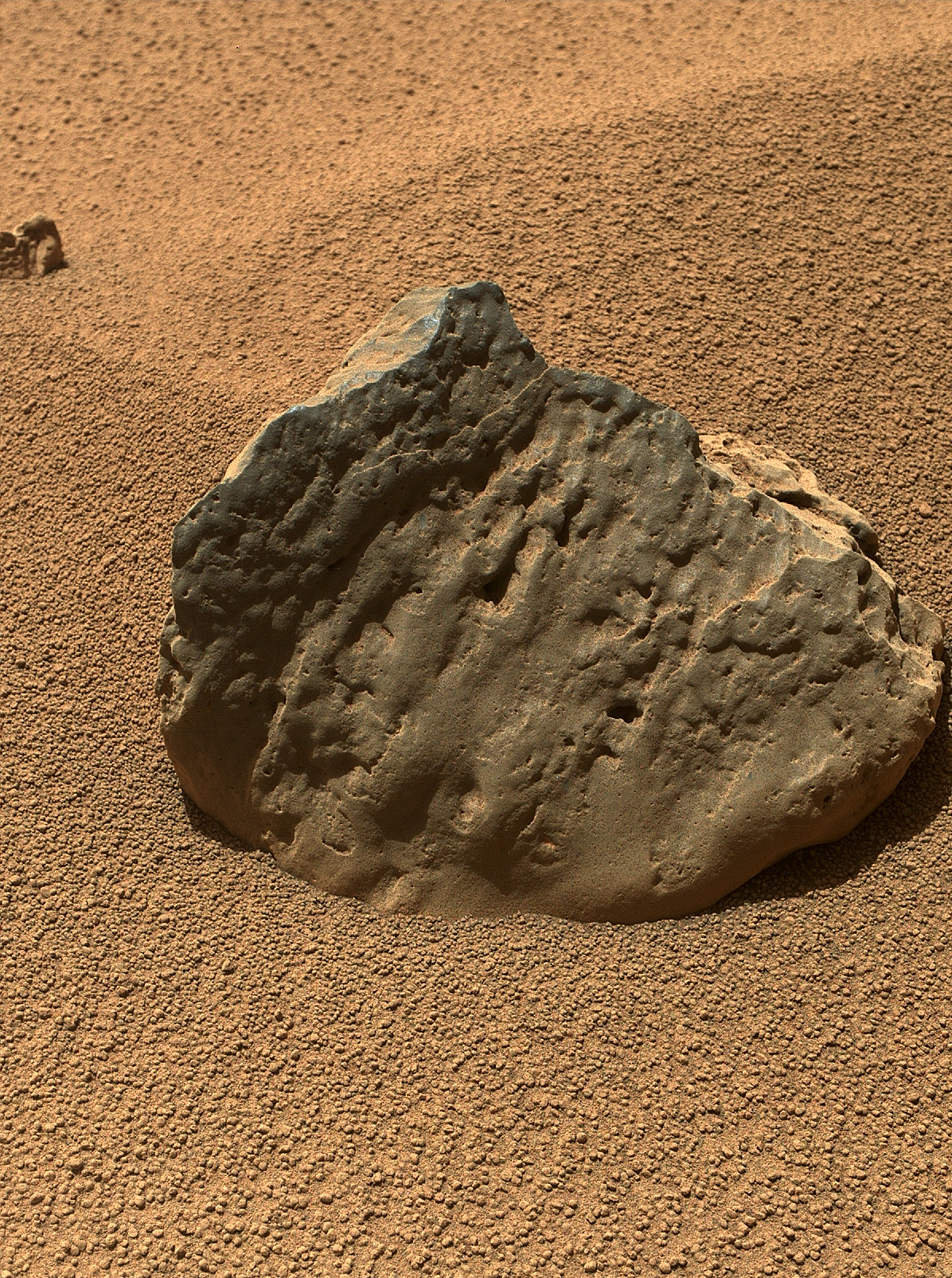
2012年10月29日，“好奇号”漫游车火星手部透镜成像仪相机观察的火星“Et-Then”岩石。
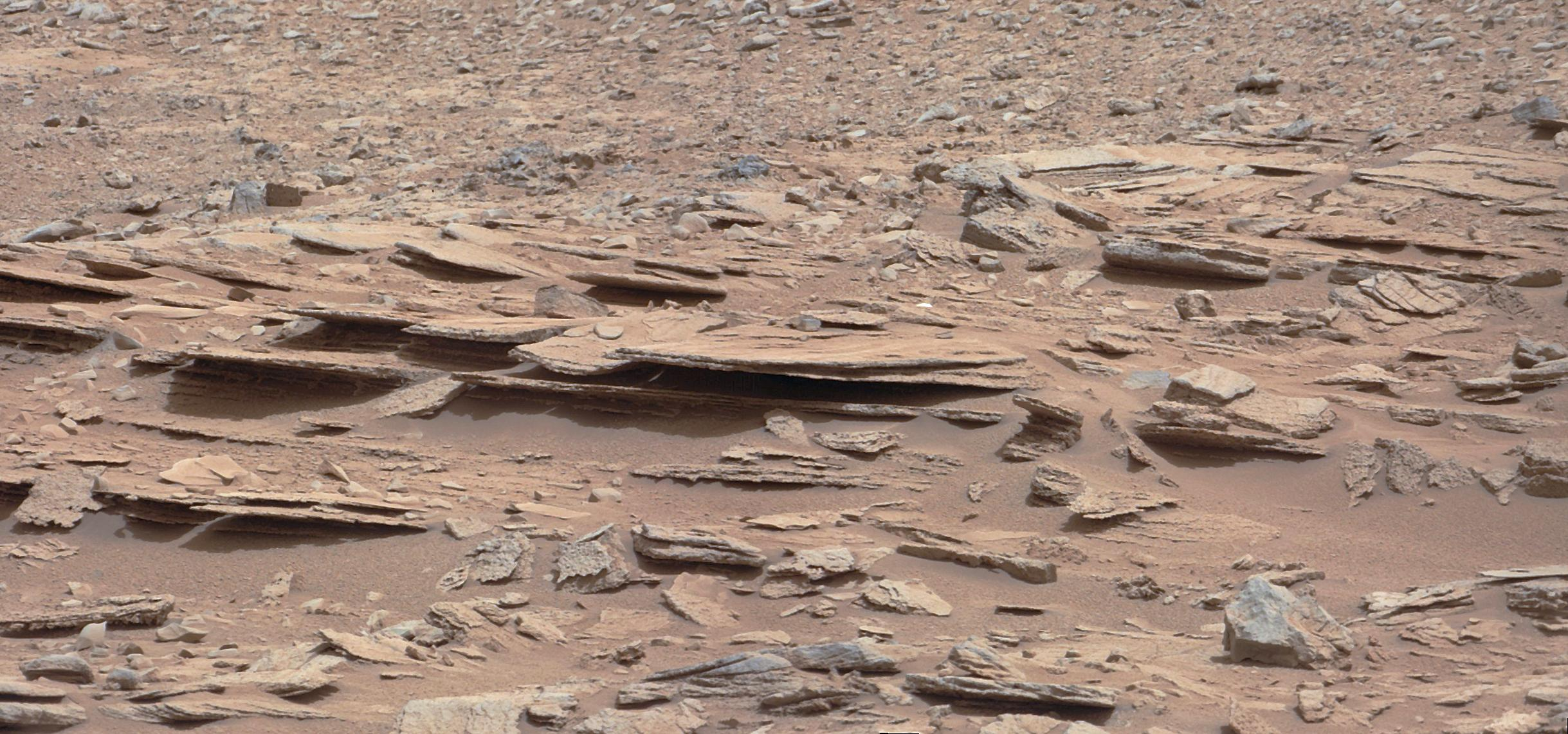
2012年12月7日，“好奇号”漫游车桅杆照相观察的火星“格莱内尔格区”附近“谢勒”岩石露头 。

## 另请查看
- 埃俄利斯山
- 埃俄利斯沼
- 埃俄利斯区
- 基岩
- 火星地质
- 火星岩石列表
- 岩石露头
- 火星水文